# Rodney Matthews

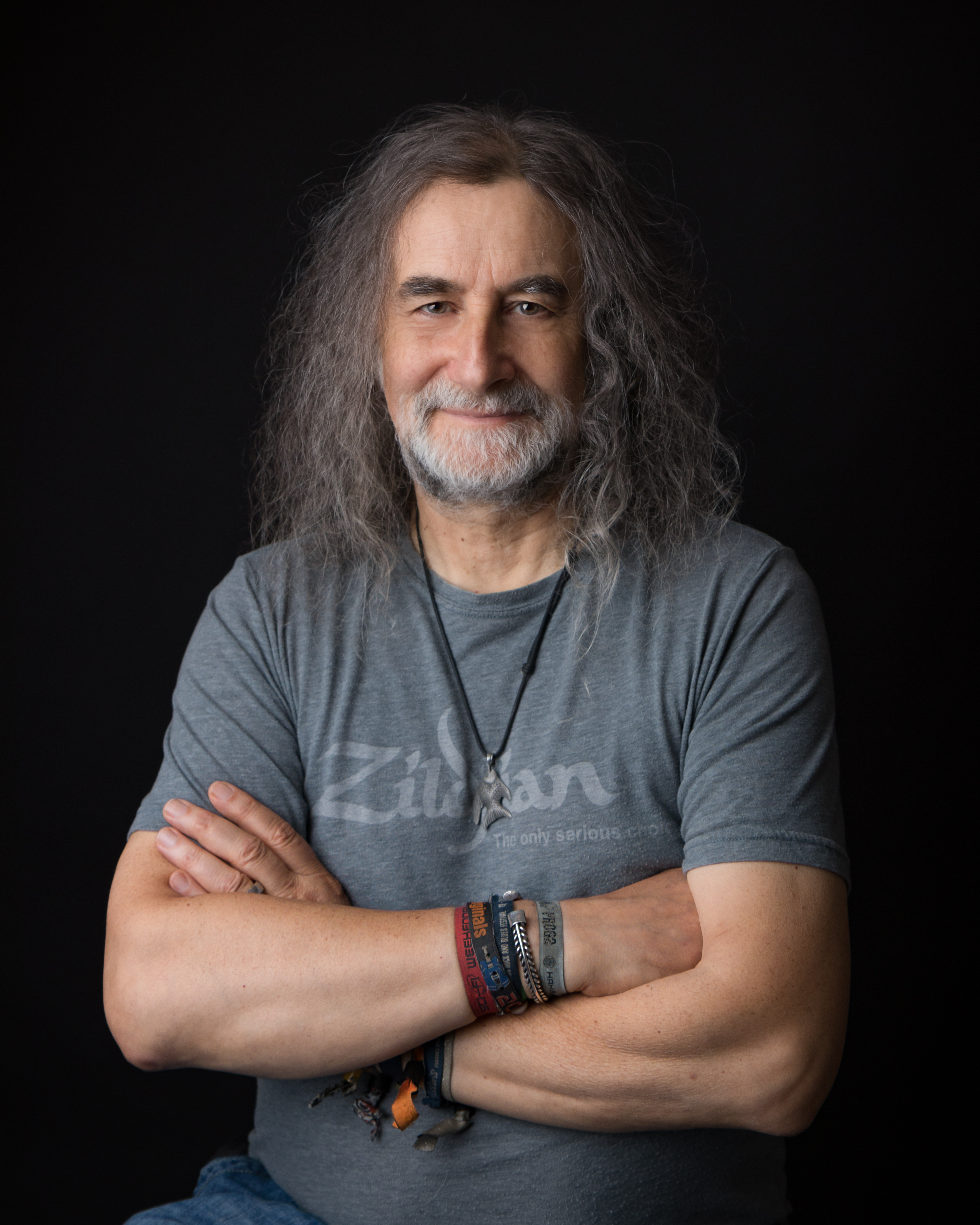
Rodney Matthews (2016)

Rodney Matthews (geboren am 6. Juli 1945 in Paulton, Somerset, England) ist ein englischer Fantasy-Künstler, Illustrator und Musiker. Er wurde 1978 durch den Bildband Yendor: The Journey of a Junior Adventurer einem breiteren Publikum bekannt. Markant sind seine ins Irreale übersteigerten, oft als bedrohlich empfundenen Darstellungen von Flora, Fauna und Technik. Er schuf zahlreiche Schallplattencover, ferner illustrierte er namhafte Bücher, Zeitschriften und Spiele des Fantasy-Genres. Daneben hat er an Fernseh- und Animationsfilmen mitgewirkt.

## Leben
Matthews wuchs in einem künstlerisch interessierten Haushalt auf; insbesondere sein Vater betätigte sich als Zeichner und dekorierte das Heim der Familie, überwiegend mit großformatigen Zeichnungen von Walt-Disney-Figuren. Daneben wurde sein Interesse an der Musik geweckt. Matthews verbrachte seine gesamte Kindheit auf dem Land, wo er sich besonders mit Beobachtungen der Tierwelt befasste. Nach seinem Schulabschluss 1959 wurde er am West of England College of Art in Bristol aufgenommen, an dem er sich mit einer Sammlung von Bleistiftzeichnungen beworben hatte. Die Ausbildung, die sich an Gebrauchs- und Werbegrafik orientierte, umfasste Grafikdesign, Stillleben, Aktmalerei und Pflanzenstudien. Er schloss sich verschiedenen Bands wie Squidd und Cheetahs als Schlagzeuger an und konnte mit diesen teilweise einige Achtungserfolge erzielen; unter anderem trat er in den frühen 1970er Jahren zusammen mit Manfred Mann, Cream, Slade und Wishbone Ash auf. Größere Aufmerksamkeit erregte sein musikalisches Schaffen jedoch nicht. 1974 stellte er es ein, um sich ausschließlich der Malerei zuzuwenden, da er glaubte, ein besserer Illustrator als Musiker zu sein. Er arbeitete teilweise selbständig, teilweise auch als angestellter Grafikdesigner. Ab 1970 betrieb er mit dem früheren Musikerkollegen Terry Brace das Designstudio Plastic Dog, das für die Musikindustrie arbeitete. Neben kleineren Firmen gelang es bald, Musiklabel und Vertriebe wie MCA und United Artists Records als Kunden zu gewinnen. In diesem Zusammenhang entstand Matthews’ erstes Plattencover (Amon Düül II, Live in London, Erscheinungsjahr 1973). Als 1974 der Fiction-Autor Michael Moorcock auf ihn aufmerksam wurde, ersuchte dieser seinen Verlag, als Illustrator bevorzugt Matthews einzusetzen. Die satirische Novelle „Elric at the End of Time“ schrieb Moorcock gezielt für die Illustrationen Matthews’. Schon 1976 löste sich Plastic Dog wieder auf, da Matthews durch seine Arbeiten an Plattencovern und Postern voll in Anspruch genommen war.
In den 1970er und 1980er Jahren gestaltete Matthews die Schallplattencover zahlreicher Bands, meist aus dem Hard-Rock- und Progressive-Rock-Spektrum. Seit seinem Bekenntnis zur christlichen Religion tauchen in seinen Arbeiten vermehrt religiöse Motive auf.
In den 1990er Jahren übernahm Matthews Arbeiten für die Spieleindustrie, das Computerspiel Shadow Master (vertrieben von Psygnosis) wurde von ihm maßgeblich mitgestaltet.
Matthews lernte 1978 die Malerin und Illustratorin Karin Drescher kennen, die er bald darauf heiratete. 1980 wurde der gemeinsame Sohn Yendor geboren. Die Familie zog in den Norden von Wales. Matthews’ Ehefrau Karin verstarb 2009.
Auf Initiative des Produzenten John Waterhouse formierte sich Squidd, eine von Matthews’ früheren Bands, neu und nahm ein aus Material der frühen 1970er Jahre bestehendes Musikalbum mit dem Titel Twice Upon a Time auf, das 2003 erschien.

## Werke (Auswahl)

### Plattencover
- Lonesome Crow (1972) von Scorpions
- Mystery of Time von Avantasia
- No Mean City (1978) von Nazareth
- Chase The Dragon (1982), The Eleventh Hour (1983), On a Storyteller’s Night (1985) von Magnum
- Planets (1981), Time to Turn (1982) in den britischen Editionen und Metromania (1984) von Eloy
- Am I Evil (1987) von Diamond Head
- Immortal (2008) von Bob Catley

sowie für Thin Lizzy, Tygers of Pan Tang und andere

### Buchillustrationen
- Alice in Wonderland (2009) von Lewis Carroll
- Witch World-Serie von Andre Norton
- Elric at the End of Time (1981) und andere Novellen von Michael Moorcock

### Filme
- Flower Power (1999)
- In the Beginning (1999)
- The Magic Roundabout (2005)

### Sonstige
- Shadow Master (Computerspiel), Erscheinungsjahr 1998
- Between Earth and the End of Time (1999), interaktive Multimedia-CD mit Matthews’ Werken und Soundtrack von Rick Wakeman[5]
- Grafik- und CGI-Design für Lavender Castle (1999–2000), eine gemeinsame Fernsehproduktion mit Gerry Anderson

## Rezeption
Der englische Komiker und Autor John Cleese gilt als erklärter Fan von Matthews. In seiner Empfehlung zu der 2009 bei dem Verlag Random House erschienenen Ausgabe von Alice im Wunderland, die von Matthews illustriert wurde, wird er mit den Worten zitiert:

„Rodney Matthews ist allgemein als einer der größten Künstler anerkannt.“

Die Magazin Rock Hard bezeichnet Matthews als „Artwork-Ikone“ und „legendären Cover-Designer.“